# Snowboard al XVII Festival olimpico invernale della gioventù europea
Le gare di snowboard al XVII Festival olimpico invernale della gioventù europea si sono svolte dall'11 al 15 febbraio 2025 alla Didveli di Bakuriani
Sono state disputate due gare maschili e due gare femminili, per un totale di 4 gare.

## Comitati olimpici partecipanti
Ogni nazione ha potuto iscrivere un massimo di 4 atleti, 2 uomini e 2 donne. In seguito alla sospensione degli atleti di Russia e Bielorussia da tutte le competizioni sportive dovuta all'invasione russa dell'Ucraina del 2022 le loro delegazioni non sono state incluse tra i comitati partecipanti, che sono elencati come segue:
- Austria (3)
- Belgio (2)
- Croazia (2)
- Rep. Ceca (3)
- Spagna (1)
- Estonia (3)
- Finlandia (3)
- Francia (3)
- Regno Unito (2)
- Germania (4)
- Rep. Ceca (2)
- Grecia (3)
- Ungheria (2)
- Islanda (1)
- Italia (4)
- Lettonia (1)
- Lituania (1)
- Macedonia del Nord (2)
- Paesi Bassi (3)
- Norvegia (3)
- Polonia (2)
- Svizzera (4)
- Svezia (2)

## Podi

### Ragazzi
| Evento                | Oro              | Argento       | Bronzo              |
| Slopestyle (dettagli) | Unai Lopez Sousa | Luka Kamissek | Lenny Collomb Paton |
| Big air (dettagli)    | Unai Lopez Sousa | Ugo Pirolli   | Damian Millinger    |

### Ragazze
| Evento                | Oro                 | Argento             | Bronzo      |
| Slopestyle (dettagli) | Aono Pordie Okaniwa | Laura Anga          | Janina Walz |
| Big air (dettagli)    | Emily Rothney       | Aono Pordie Okaniwa | Janina Walz |

## Medagliere
| Posiz. | Nazione     | Oro | Argento | Bronzo | Totale |
| ------ | ----------- | --- | ------- | ------ | ------ |
| 1      | Spagna      | 2   | 0       | 0      | 2      |
| 2      | Francia     | 1   | 2       | 1      | 4      |
| 3      | Regno Unito | 1   | 0       | 0      | 1      |
| 4      | Germania    | 0   | 1       | 3      | 4      |
| 5      | Estonia     | 0   | 1       | 0      | 1      |
| Totale | Totale      | 4   | 4       | 4      | 12     |